# Slutty Pumpkin
Slutty Pumpkin är det sjätte avsnittet av första säsongen av TV-serien How I Met Your Mother. Det hade premiär på CBS den 24 oktober 2005.

## Sammandrag
Ted väntar på den så kallade "slampiga pumpan" på en Halloweenfest. Han träffade henne där fyra år tidigare.

## Handling
Marshall och Lily är laddade för Halloween-maskerad, och har beställt kostymer via post. Marshall klär ut sig till Jack Sparrow och Lily till en grön papegoja. De siktar på att vinna kostymtävlingen. Robin har en ny pojkvän vid namn Mike, som Lily och Marshall bjuder med på maskeraden. Mike dyker upp utklädd till Hans i Hans och Greta, trots att Robin trott att de inte skulle klä ut sig. 
På maskeraden i baren verkar Robin inte särskilt intresserad av Mike. Hon vill inte göra några typiska "par-saker", som att dela på maten eller hålla varandra i handen. Lily pratar med henne om det, och hon anstränger sig att försöka. Det lyckas dock inte och Mike gör slut med henne. Marshall och Lily lyckas dock vinna kostymtävlingen.
Ted väntar under hela kvällen på Slampiga pumpan, en tjej han mötte på en Halloween-fest 2001. Ted tappade då bort hennes telefonnummer. Allt han vet om henne är att hon har studerat pingviner och gillar en drink som kombinerar Kahlúa och Root beer. Han väntar på henne på samma maskeradfest varje år, klädd i samma kostym.
Barney vill dra med Ted till en Victoria's Secret-fest på en yacht. Ted stannar ändå på maskeraden, men Slampiga pumpan dyker inte upp. Till slut ger Ted upp och sätter sig att tänka. Robin kommer dit och de börjar prata om kärlek.

## Popkulturella referenser
- Marshall klär ut sig till kapten Jack Sparrow från filmserien Pirates of the Carribean.
- Marshall säger att "The rebellion would have failed without Ewoks" och refererar till ewokerna i Star Wars-filmen Jedins återkomst.
- I återblicken till Halloween 2001 är Lily och Marshall klädda som Sonny & Cher. Marshall pratar senare om vilken potential Cher-kostymen hade och säger "If I Could Turn Back Time", vilket är titeln på en sång som Cher sjunger.
- När Lily och Marshall pratar om att Marshall drabbades av hypotermi på grund av förra årets kostym säger han "Tarzan nipple blue" och syftar på den litterära figuren Tarzans sätt att prata.
- Mike klär ut sig till Hans (och förväntar sig att Robin klär ut sig till Greta) från den klassiska sagan Hans och Greta.
- Ted har sedan 2001 klätt ut sig till en hängande pappersbit, vilket refererar till det kontroversiella röstningsförfarandet i Florida under presidentvalet i USA 2000.
- Barneys första kostym för kvällen är en stridspilot, likt piloterna i filmen Top Gun. När han dyker upp levererar han flera referenser till filmen: Låten "Danger Zone" av Kenny Loggins och citatet "Oh, you're dangerous, Maverick. Your ego's writing checks your body can't cash.".
- När Ted funderar på om han ska kissa från taket står Barney, iklädd sin andra kostym för kvällen som djävul, bakom hans ena axel och uppmanar honom att göra det. En kille utklädd till ängel dyker upp bakom hans andra axel och säger att han inte ska göra det. Tillsammans parodierar de två greppet med en ängel på axeln, som ofta används i humorsammanhang för att illustrera en karaktärs inre konflikt.
- Det faktum att Ted väntar på Slampiga pumpan hela kvällen avspeglar när Linus väntar på Den Stora Pumpan i tv-programmet "It's the Great Pumpkin, Charlie Brown" baserat på den tecknade serien Snobben. I slutet av avsnittet sjunger a cappella-kören The Shagarats ledmotivet från Snobben.
- Ted säger vid ett tillfälle "Are we playing I never because all that's left is Peach Schnapps?" och syftar på dryckesspelet Jag har aldrig.